# Bungemuseet
Bungemuseet är ett friluftsmuseum i Bunge socken, ett par kilometer väster om Fårösund på Gotland.
Bungemuseet grundades 1907 av Theodor Erlandsson. Redan 1906 fattades beslutet att anlägga ett kulturhistoriskt museum, i samband med att laga skifte övergick Bunge socken. En lada med ålderdomlig takkonstruktion i Biskops (Beiskes) från tidigt 1600-tal skulle nu rivas, och 18 september 1906 publicerades ett upprop i Gotlands Allehanda för att rädda byggnaden och inrätta ett kulturhistoriskt museum, där fler byggnader kunde räddas. 1907 erhöll man sin första mark att placera museet. Den tillhörde från början Bunge kyrka och användes som åker- och ängsmark. 1908 inköptes Lunderhagestugan från Fleringe, och 1909 uppfördes byggnaden på museiområdet.
Kulturhistoriska museet i Bunge är ett av Sveriges största friluftsmuseer med en stor samling gotländska byggnader och miljöer. Samlingen är uppbyggd kring tre gårdar, 1600-talsgården, 1700-talsgården och 1800-talsgården med hus och miljöer från Gotland. På Bungemuseet finns därutöver ett antal kulturhistoriskt intressanta äldre byggnader från den gotländska landsbygden som visar byggnadssätt och levnadsförhållanden före 1990-talet. Det finns även ett skolmuseum.
Bungemuseet har ungefär 14 000 besökare per år. Sedan 2016 sköter Bungemuseet AB driften medan områdets ägare Föreningen Kulturhistoriska Museet i Bunge, Gotland med omkring 460 medlemmar, har ansvar för byggnadernas underhåll och restaureringar. Bolaget ägs av ovan nämnda förening (40%) samt Föreningen Gotlands Fornvänner (60%).

## Fotogalleri

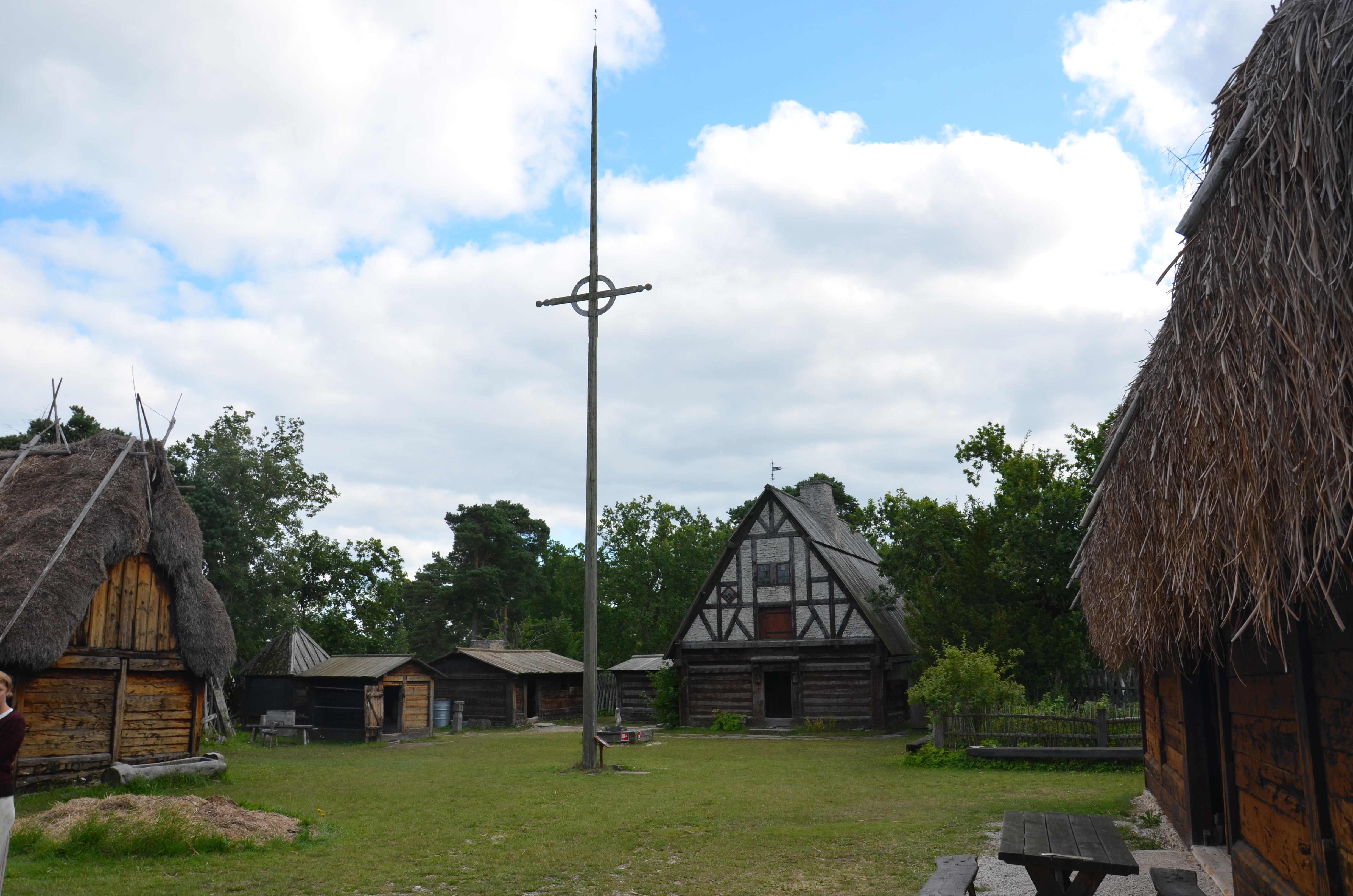
1600-talsgården med gårdskors och manbyggnaden Lunderhagestugan
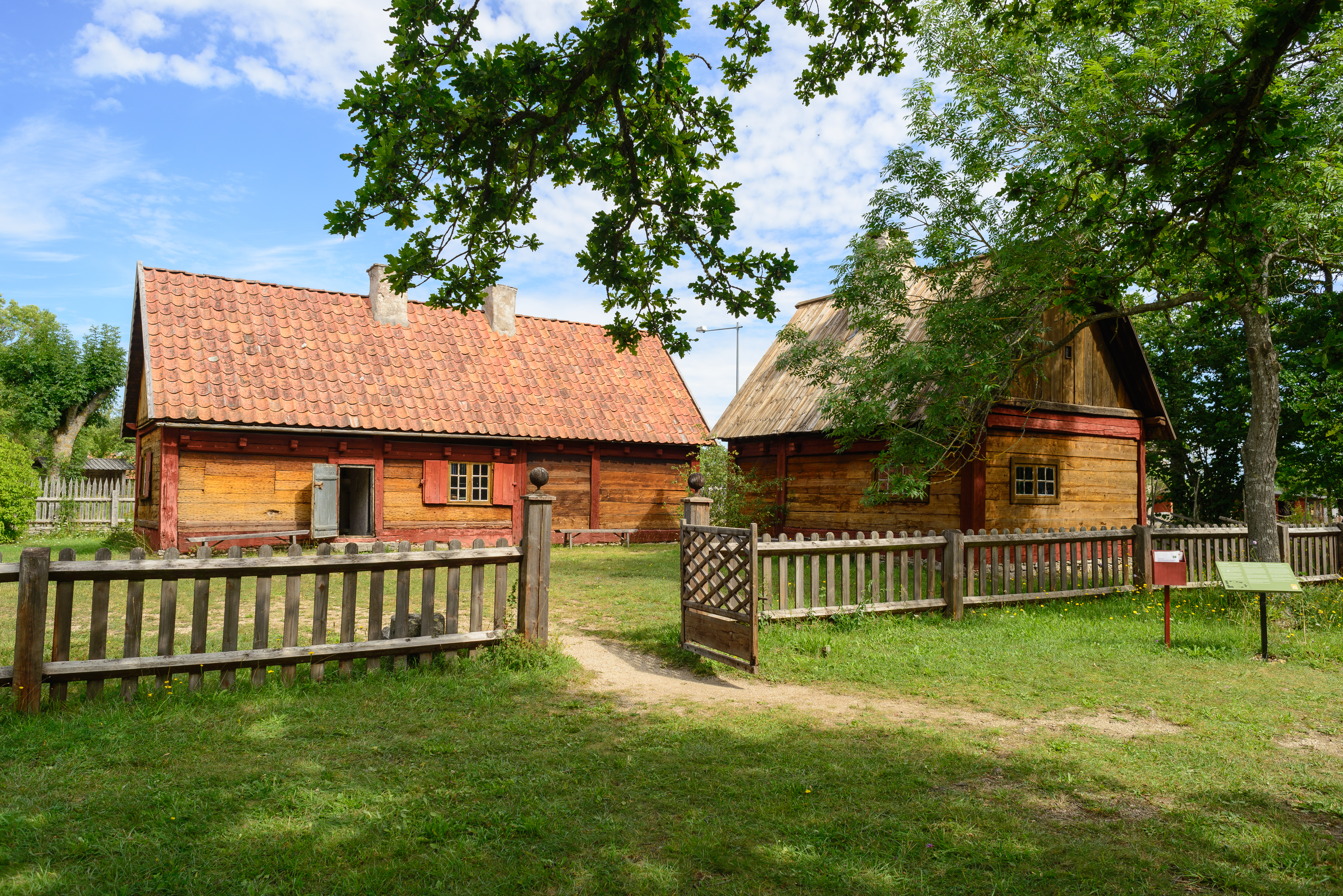
Sandastugan, manbyggnad på 1700-talsgården
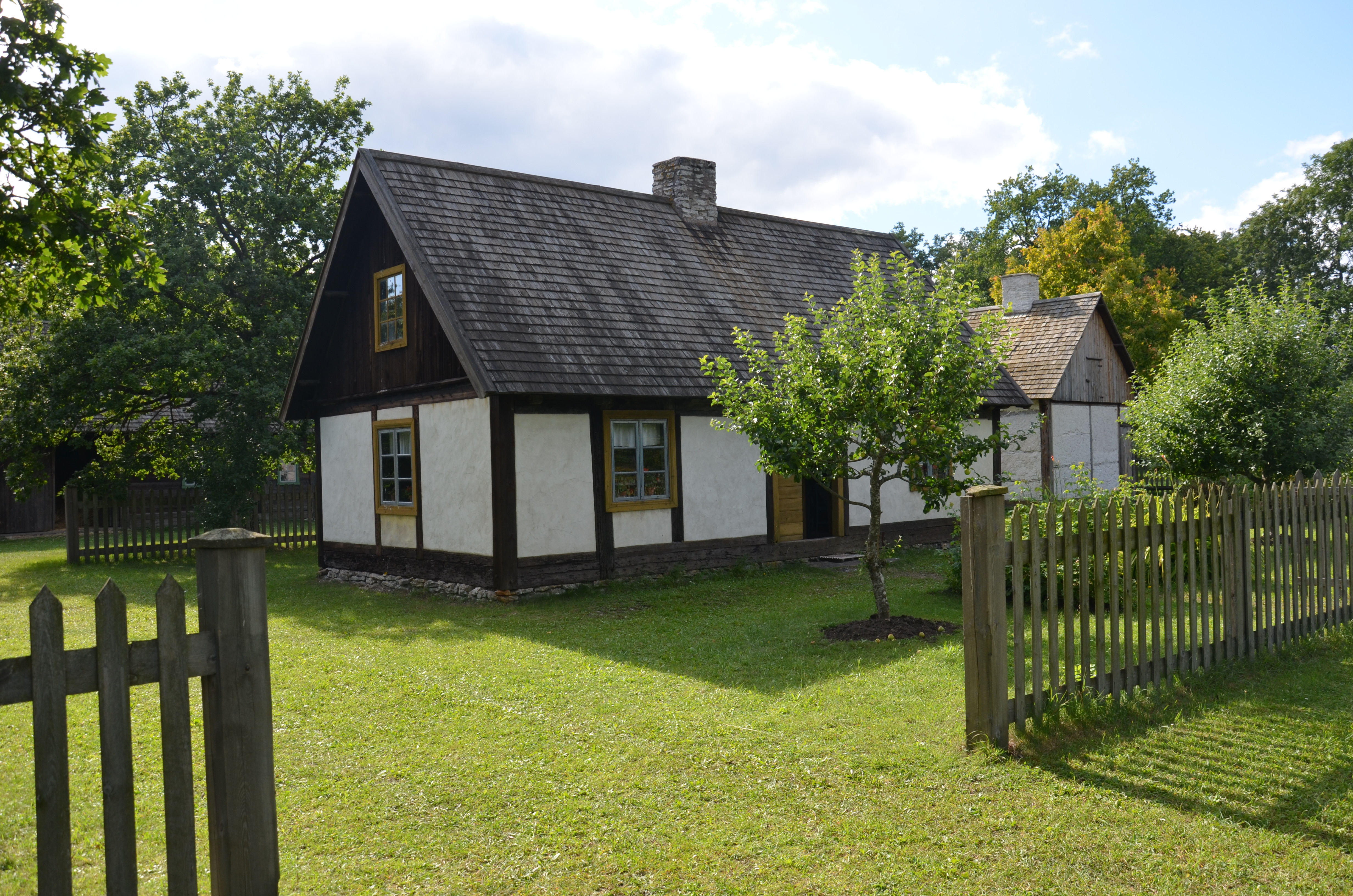
1800-talsgården
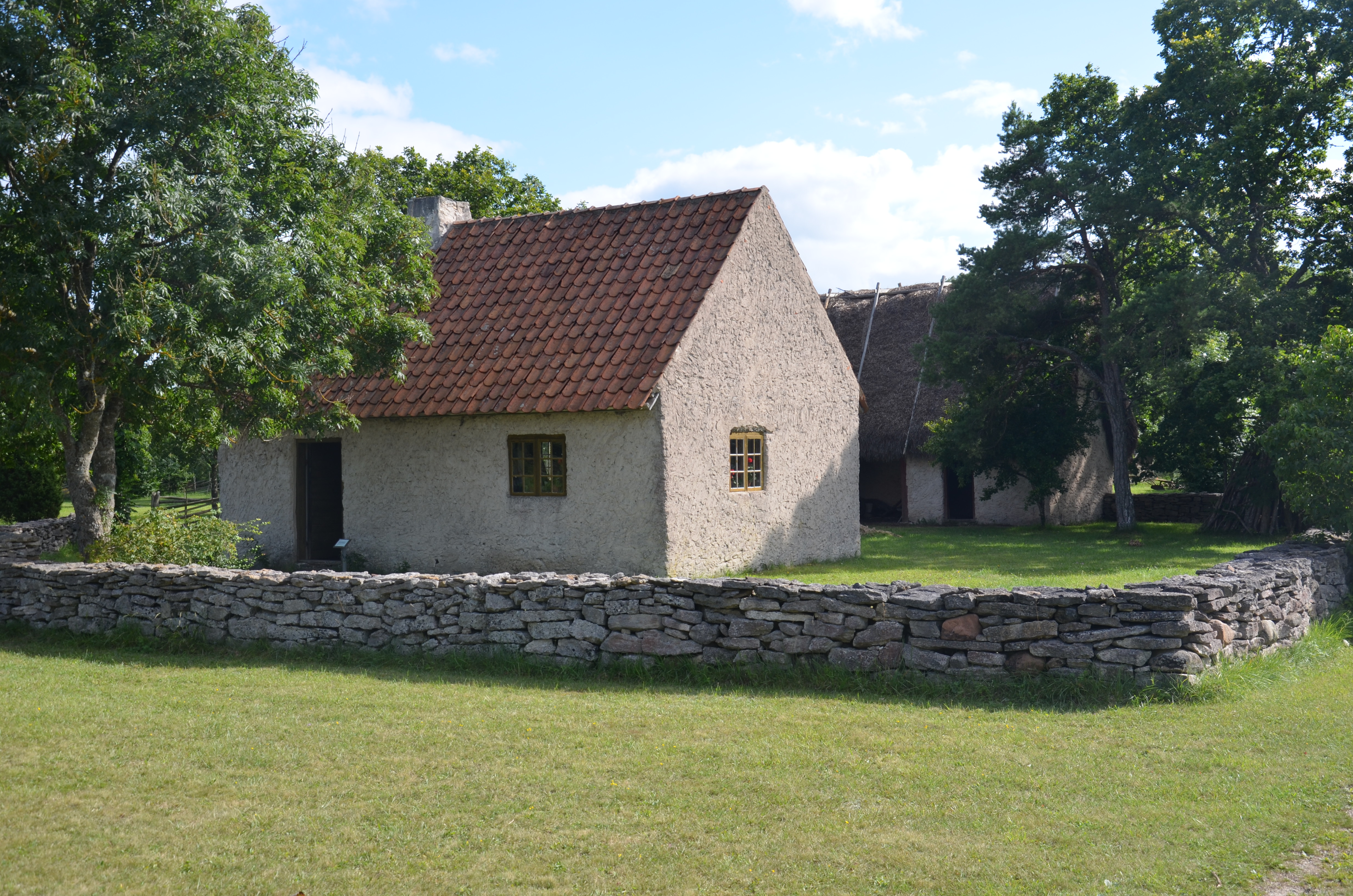
Båtsmanstorpet från Bäl
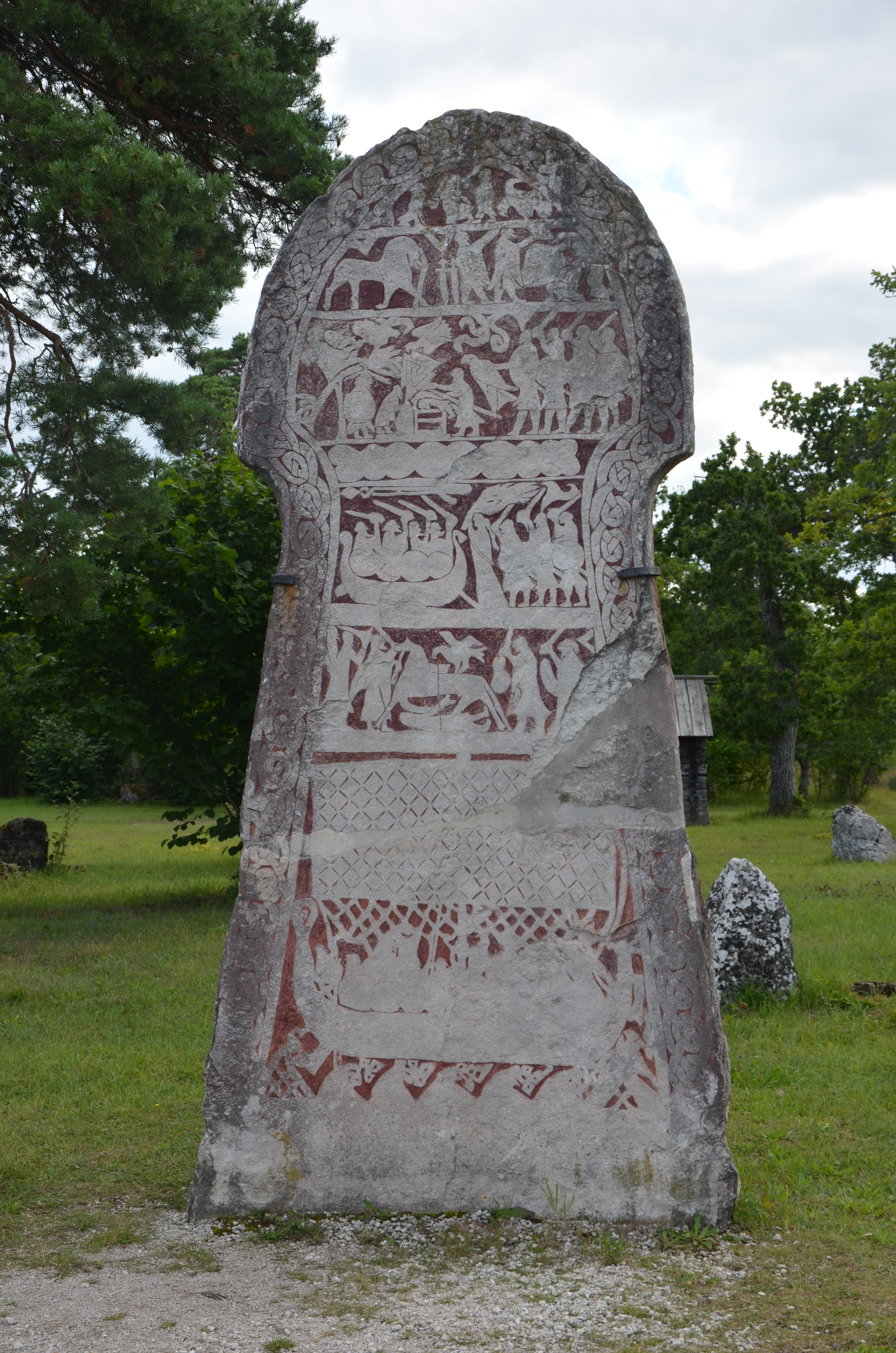
Bildsten från Hammars i Lärbro, troligen 700-talet efter Kristus
Bildstenen från Hammars år 1925.